# Svarttjärnen (Ockelbo socken, Gästrikland, 676603-152529)
Svarttjärnen är en sjö i Ockelbo kommun i Gästrikland och ingår i Testeboåns huvudavrinningsområde.